# Поверхность Мохоровичича

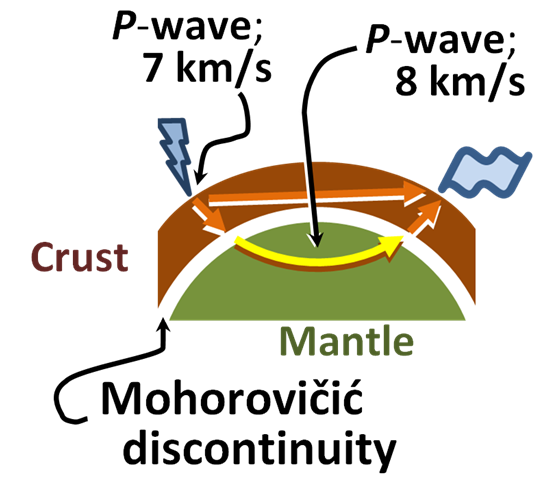
Многолучевое распространение акустических волн за счёт рефракции на границах сред

Пове́рхность или грани́ца Мохоро́вичича (сокр. граница Мохо) — нижняя граница земной коры, отделяющая земную кору от мантии, на которой происходит скачкообразное увеличение скоростей продольных сейсмических волн с 6,7—7,6 до 7,9—8,2 км/с и поперечных — с 3,6—4,2 до 4,4—4,7 км/с. Плотность вещества также возрастает скачком, предположительно, с 2,9—3 до 3,1—3,5 т/м³.

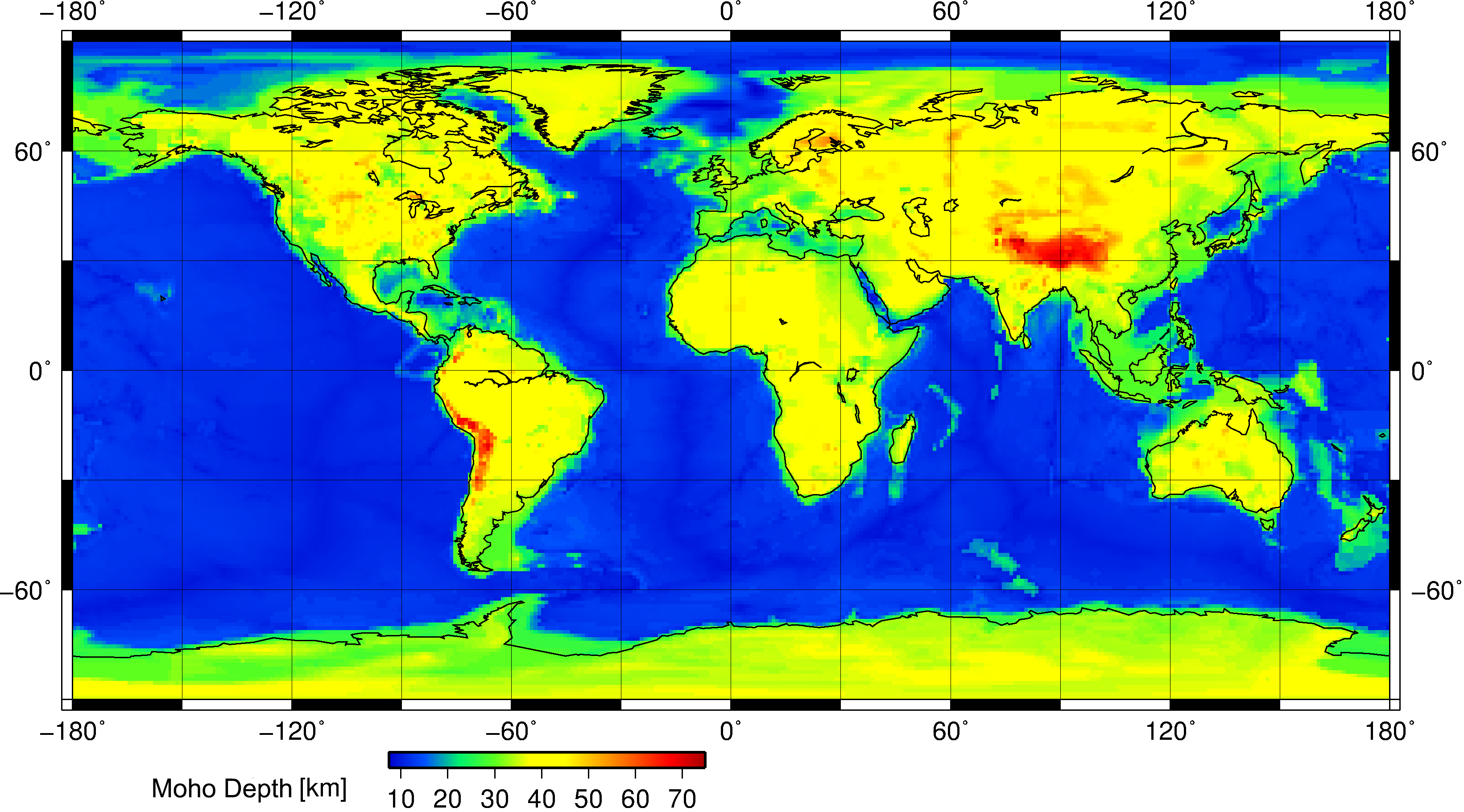
Карта глубины залегания поверхности Мохоровичича

Поверхность Мохоровичича прослеживается по всему земному шару на глубине от 5 до 10 км под океанической корой и от 20 до 90 км под континентальной корой. Она может не совпадать с границей земной коры и мантии, вероятнее всего, являясь границей раздела слоёв различного химического состава. Поверхность, как правило, повторяет рельеф местности. В общих чертах форма поверхности Мохоровичича представляет собой зеркальное отражение рельефа внешней поверхности литосферы: под океанами она ближе к поверхности, под континентальными равнинами — глубже.
Открыта в 1909 году хорватским геофизиком и сейсмологом Андрией Мохоровичичем на основании анализа сейсмических данных — он заметил, что сейсмограмма неглубоких землетрясений имеет два и более акустических сигналов: прямой и преломлённый.

## Исследования
Предпринималось две попытки достичь поверхности Мохоровичича бурением в тех местах, где она проходит близко к поверхности Земли, однако обе закончились безуспешно.